# Zsa Zsa Gabor
Zsa Zsa Gabor (pravo ime Sári Gábor), madžarsko-ameriška filmska in televizijska igralka, *6. februar 1917, Budimpešta, Avstro-Ogrska, † 18. december 2016, Los Angeles, Kalifornija, Združene države Amerike.
Zsa Zsa Gabor je svojo odrsko kariero začela na Dunaju. Leta 1936 je postala miss Madžarske. Leta 1941 se je preselila z Madžarskega v ZDA. Tam je postala zelo cenjena in iskana igralka z ''evropskim pridihom in slogom z osebnostjo, ki je izžarevala čar in milino''. Njena prva filmska vloga je bila stranska vloga v filmu Lovely to Look At. Pozneje je sodelovala v filmu We're Not Married! in odigrala eno od glavnih vlog v filmu Moulin Rouge iz leta 1952, ki ga je režiral John Huston. Ta jo je kasneje opisal kot izjemno igralko.
Zunaj filmskega sveta je bila Gaborjeva znana po svojem ekstravagantnem hollywoodskem življenjskem slogu, glamurozni osebnosti in številnih zakonih. Skupaj se je poročila kar devetkrat, med njenimi bivšimi možmi sta tudi hotelski magnat Conrad Hilton in igralec George Sanders. Nekoč je izjavila: »Moški so me zmeraj imeli radi in jaz sem imela rada njih. Vendar imam rada prave moške, ki vejo, kako govoriti in streči žensko, ne samo moške z mišicami.«
Njeni sestri sta bili prav tako igralki Eva in Magda Gabor.

## Zgodnje življenje in družina
Zsa Zsa Gabor se je rodila kot Sári Gábor 6. februarja 1917 v Budimpešti na Madžarskem, ki je bila tedaj del avstro-ogrskega cesarstva. Oče Vilmos je bil vojak, mama je bila Jolie Gabor, rojena kot Janka Tilleman. Oba sta bila judovskega rodu. V času nacistične okupacije Budimpešte med drugo svetovno vojno je mama zapustila Madžarsko. Zsa Zsa je odšla že prej, leta 1941.
Bila je srednja izmed treh hčera. Sestri Magda in Eva sta prav tako postali igralki, mlajša Eva je bila tudi podjetnica. Njihova sestrična je bila Annette Lantos, žena kalifornijskega kongresnika Toma Lantosa.

## Kariera
Gaborjeva sama je povedala, da jo je leta 1934 odkril operni tenorist Richard Tauber, ki je bil na potovanju na Dunaju, ona pa je v tem času študirala na švicarskem internatu. Tauber jo je povabil, da je odpela soubrette vlogo v njegovi novi opereti Der singende Traum (The Singing Dream) v gledališču na Dunaju, kar se šteje za njen prvi nastop. Leta 1936 je bila okronana za miss Madžarske.
Leta 1944 je skupaj s pisateljico Victorio Wolf napisala roman Every Man For Himself. Sama je povedala, da je bila zgodba sicer izmišljena, v nekaterih delih pa je vključila svoje resnične življenjske izkušnje. Knjigo je kasneje kupila ameriška revija. Leta 1949 je zavrnila ponudbo za glavno vlogo v filmski različici literarne klasike Lady Chatterley's Lover. V članku, ki ga je tega leta objavil Cedar Rapids Gazette, je zapisano, da je to vlogo zavrnila zaradi kontroverzne teme zgodbe.
Njene resnejše filmske vloge zajemajo filme Moulin Rouge, Lovely to Look At in We're Not Married!, ki so bili vsi posneti leta 1952, ter Lili iz leta 1953. Leta 1958 je vodila snemanje nekaterih filmov, kot sta Dotik zla in Queen of Outer Space. Pozneje se je pojavila v filmih Won Ton Ton, the Dog Who Saved Hollywood (1976) in Frankensteins' Great Aut Tillie (1984). Sodelovala je tudi pri A Nightmare on Elm Street 3: Dream Warriors (1987), The Beverly Hillbillies (1993) in A Very Brady Sequel (1996). Svoj glas je posodila tudi enemu izmed likov v animiranem filmu Happily Ever After iz leta 1990.
Prav tako je redno gostovala v raznih televizijskih oddajah, ki so jih gostili Milton Berle, Jack Paar, Johnny Carson, Howard Stern, David Frost, Arsenio Hall, Phil Donahue in Joan Rivers. Bila je tudi gostja v oddajah Specials (gostitelj Bob Hope), Roasts (gostitelj Dean Martin), Hollywood Squares, Rowan & Martin's Laugh-In in It's Garry Shandling's Show. Leta 1968 je nastopila kot Minerva v epizodi Batmana, kjer bi naj postala posebni gostujoči negativec, kar pa so kmalu zatem preklicali. Gostovala je tudi v oddaji Late Night Show, kjer je gostitelju Davidu Lettermanu pripovedovala o svojem slepem zmenku s Henryjem Kissingerjem, ki ga je uredil Richard Nixon.
Pisatelj Gerold Frank, ki ji je leta 1960 pomagal spisati avtobiografijo, je o njej dejal:
»Zsa Zsa je edinstvena. Je ženska z dvora Ludvika XV., ki je nekako uspela živeti v 20. stoletju. Pravi, da želi biti Madame de Pompadour in Madame Du Barry v eni osebi, ki se pretakata iz ene v drugo. Vendar je hkrati rekla: Vedno, ko grem, plačam vse račune... Želim izbrati moškega. Ne dovolim moškim, da bi izbrali mene.«
V svoji avtobiografiji je televizijski gostitelj Merv Griffin, ki je bil nekaj časa v razmerju z Zsa Zsino mlajšo sestro Evo, pisal o edinstveni prisotnosti sester Gabor v New Yorku in Hollywoodu: »Težko je pozneje opisati ta pojav glamuroznih sester Gabor in njihove vsestranske matere. Tako so se vključile v družbo in v temo vseh pogovorov s takšno silo, kot da bi se spustile z neba.
Leta 1973 je gostovala v oddaji Deana Martina Roast show. Filmski zgodovinar Neal Gabler je leta 1998 njeno obliko zvezdništva poimenoval ''The Zsa Zsa Factor''.

## Zasebno življenje
Gaborjeva se je poročila devetkrat. Sedemkrat se je ločila, en zakon pa je bil razveljavljen. »Vse v vsem – rada sem poročena,« je zapisala v svoji avtobiografiji. »Ljubim družabništvo, rada kuham za moškega (preproste stvari, kot sta piščančja juha in moj posebni Drakulov golaž z Madžarskega) in ves čas preživim z moškim. Seveda sem rada zaljubljena, a le zakon me izpolnjuje, vendar ne v vsakem primeru.« Njeni možje so v kronološkem vrstnem redu bili:
- Burhan Asaf Belge (17. maj 1935 – 1941; ločitev)
- Conrad Hilton (10. april 1942 – 1947; ločitev). »Conradova odločitev, da bi spremenila svoje ime iz Zsa Zsa v Georgia, je simbolizirala vse, kar bi moj zakon z njim sčasoma postal. Moje madžarske korenine bi bilo potrebno iztrgati in moje poreklo prezreti ... Kmalu sem ugotovila, da bi moj zakon s Conradom pomenil konec moje svobode. Moje lastne potrebe so bile popolnoma prezrte. Pripadala sem Conradu.«
- George Sanders (2. april 1949 – 2. april 1954; ločitev)
- Herbert Hutner (5. november 1962 – 3. marec 1966; ločitev). »Herbert mi je vzel voljo do dela. S svojo prijaznostjo in velikodušnostjo je skoraj uničil moj zagon. Vedno sem bila takšna ženska, ki se nikoli ne bi mogla zadovoljiti z denarjem, ampak le z vznemirjenjem in dosežki.«
- Joshua S. Cosden mlajši (9. marec 1966 - 18. oktober 1967; ločitev)
- Jack Ryan (21. januar 1975 – 24. avgust 1976; ločitev)
- Michael O'Hara (27. avgust 1976 – 1983; ločitev)
- Felipe de Alba (13. april 1983 – 14. april 1983; razveljavitev)
- Princ Frederic von Anhalt (14. avgust 1986 – 18. december 2016; njena smrt)

Po smrti se je med von Anhaltom in njenim piarovcem vnel pravni spor o kraju pokopa. Slednji je trdil, da je bila Zsajina želja biti pokopana zraven svoje hčere in sestre v Los Angelesu. Von Anhalt je trditve zavračal in ostanke pokojnice zadrževal doma. Julija 2021 je bila pokopana v Budimpešti, vendar je von Anhalt nekaj pepela vendarle obdržal v Los Angelesu.